# 地獄に堕ちた教師ども
『地獄に堕ちた教師ども』は、蛭子能収による日本の漫画短編集。1981年7月に青林堂より刊行。装丁を湯村輝彦が手掛け、南伸坊が解説を寄稿した。
青林堂版のキャッチコピーは「こんな漫画があっていいのか!!」「悪夢なら醒めてくれ!! このままじゃ脳味噌がブッ飛ぶぜ!!」。青林工藝舎版のキャッチコピーは「処女作にして到達点! 漫画のひとりセックスピストルズ! 破壊せよ、とエビスが叫ぶ!」。

## あらすじ
阿鼻叫喚・勧悪懲善・意気沮喪・気息奄奄…。人間の欲望と日常に潜む悪夢とが交差する蛭子能収の処女作品集。サラリーマンは地獄に堕ち、無能な教師は狂気に蝕まれ、無垢な少女は人柱にされる。善良な市民が今日も一人、行き着く先は無間地獄...。

## 概要
蛭子能収の記念すべき処女作品集であり、1974年から1981年にかけて伝説の漫画雑誌『ガロ』『Jam』『漫画ピラニア』に掲載された初期作品を収録している。タイトルの由来は1969年のイタリア映画『地獄に堕ちた勇者ども』から。
青林堂版の長期にわたる絶版により入手困難な状態が長らく続いていたが、2016年10月21日に青林工藝舎から「復活版」として35年ぶりに復刊された。復活版の刊行にあたっては、蛭子劇画プロダクションのマスク・ベビー（湯村輝彦の息子）が新たに装丁を手掛け、同日発売の青林工藝舎の漫画雑誌『アックス』113号「特集／蛭子能収」では復活版の発売に合わせて単行本の内容を補完する鼎談（蛭子能収×根本敬×高市真紀）も掲載されている。また、復活版の発売同日には他社のKADOKAWAから蛭子能収初期漫画傑作選『パチンコ』が刊行された（現在絶版）。

## 収録作品
- 地獄に堕ちた教師ども：初出『Jam』1980年1月号（特別ゲリラ号）
- 勝手にしやがれ：初出『ガロ』1975年4月号
- 仕事風景：初出『ガロ』1974年3月号
- 疲れる社員たち：初出『ガロ』1975年12月号
- 愛の嵐：初出『ガロ』1976年7月号
- 超能力：初出『ガロ』1974年8月号
- 真夜中のパーティ：初出『漫画ピラニア』1981年6月号
- 仁義なき戦い：初出『ガロ』1974年5月号
- 地獄のサラリーマン：初出『ガロ』1981年6月号
- ナゼ、こんなに面白いのか：南伸坊解説
- 自作解題：初出『アックス』113号（青林工藝舎版のみ）

## 単行本
青林堂版
初版発行：1981年7月
青林工藝舎版
初版発行：2016年10月